# Amytornis modestus
El maluro picogordo (Amytornis modestus) es una especie de ave paseriforme de la familia Maluridae endémica del interior de Australia. 

## Taxonomía
El maluro picogordo anteriormente se consideraba conespecífico del maluro occidental (Amytornis textilis) hasta que se escindieron en dos especies separadas en 2010.
Se reconocen 7 subespecies:
- A. m. modestus † – (North, 1902): Ahora extinta. Se encontraba en el Territorio del Norte (en el interior septentrional de Australia)
- A. m. indulkanna – (Mathews, 1916): se encuentra en el Territorio del Norte y Australia Meridional;
- A. m. raglessi – Black, 2011: localizada en los montes Flinders de Australia Meridional;
- A. m. curnamona – Black, 2011: se encuentra únicomente en la cuenca del lago Frome, en Australia Meridional;
- A. m. cowarie – Black, 2016: presente en desierto pedregoso de Sturt;
- A. m. obscurior – (Mathews, 1923): se encuentra en el oeste de Nueva Gales del Sur;
- A. m. inexpectatus † – (Mathews, 1912): Ahora extinta. Se encontraba en Nueva Gales del Sur.

## Descripción
El maluro picogordo es un pájaro pequeño con la cola larga. Tiene el plumaje principalmente de discretos tonos pardos, más oscuro en la cola y más claro y grisáceo en las partes inferiores. Presenta un marcado veteado blando en la cabeza. Las vetas blancas se prolongan por el cuello y la garganta y se extienden por la espalda hasta el obispillo. El veteado blanco de la garganta y la frente, además del las alas y el obispillo contrasta con los colores castaños y pardogrisáceos del plumaje de fondo. Los machos tienen la cola obstensíblemente más larga. Las hembras además presentan los flancos de color castaño. 
Sus sonidos son una combinación de cantos cortos y agudos que se repiten. Tienen llamadas suaves y agudas, a veces inaudibles para el oído humano.

## Distribución y hábitat
El maluro picogordo es endémico de las regiones semiáridas y áridas del interior de Australia. Se encuentra en las zonas áridas de noroeste de Nueva Gales del Sur, el norte de Australia Meridional, y el sur del Territorio del Norte. Se especula que todavía podría haber poblaciones fragmentadas en los montes Grises del parque nacional Sturt.
Su hábitat se compone de zonas matorral Chenopodioideae, dunas con matas de hierba y cursos de agua arenosos y zonas inundables que atraviesan las zonas secas. Estas zonas de matorral denso generalmente se encuentran en zonas bajas y llanas, como los cursos de agua y zonas de drenaje. Cada subespecie prefiere hábitats particulares.

## Comportamiento y ecología
El maluro picogordo generalmente es sedentario. Este esquivo pájaro suele verse corriendo o saltando entre la cubierta vegetal para no ser detectado, y raramente vuela.  El patrón de color pardo veteado de sus plumas imita el de su hábitat preferido, lo que les sirve de camuflaje. También puede avistarse buscando alimento en el suelo, alrededor de las plantas. Son pájaros generalistas que picotean una gran variedad de alimentos. Su grueso pico les permiten acceder a semillas duras y ocupar nichos inaccesibles para otros maluros más pequeños. Si se les perturba se refugian en cualquier sitio cubierto, generalmente la vegetación densa o las montones de detritos de inundación depositados a lo largo de los cursos fluviales, o incluso en las madrigueras de los conejos.
Normalmente se observan en solitario o en parejas. Las parejas reproductivas establecen territorios de entre 20 y 40 hectáreas que mantienen todo el año, y raramente, posiblemente nunca, se unen a sus vecinos fuera de la época de cría. A veces se observan grupos familiares durante el periodo posterior al abandono del nido, en el que los juveniles todavía dependen de sus progenitores.

### Alimentación
El maluro picogordo se alimenta principalmente de insectos y otros pequeños invertebrados, además de semillas y frutos.

### Reproducción
La época de cría se produce entre julio y septiembre. El nido generalmente se encuentra en ramas bajas de arbustos, en el interior de una mata de hierba y vegetación similar. El nido se compone de hierba y cortezas de arbustos cubierto con una estructura en forma de media cúpula. El interior está tapizado con hierba más fina, pelo y plumas. Suelen poner entre dos y tres huevos, de varios tonos de blanco, crema y rosado, con moteado castaño o gris violáceo. El periodo de incubación dura dos semanas, y los polluelos tardan entre 10–12 días. Cada generación de maluro picogordo suele vivir unos cuatro años.

## Amenazas y estado de conservación
La principal amenaza del maluro picogordo es la perdida de hábitat, debido a los aclarados y el sobrepastoreo de ovejas y cabras que agostan la vegetación. Esto reduce el área y la calidad del hábitat preferido de los maluros, en especial los grandes matorrales que proporcionan el principal hábitat de reproducción. La alteración del hábitat también la producen los conejos. Al ser pájaros que vuelan largas distancias, su capacidad de hacer frente a la fragmentación del hábitat es reducida. 
La presión de los depredadores es mayor a causa de los humanos que introdujeron depredadores que se han asilvestrado por toda Australia como gatos y zorros que ahora son sus principales depredadores. 
La alta frecuencia de los incendios también es una amenaza para la calidad del hábitat. Las frecuencias más altas alteran los ciclos vitales de los maluros picogruesos, demás de los de las plantas y los macroinvertebrados de los que dependen. Los cambios en las condiciones ambientales esperables también desafiarán los umbrales de tolerancia y exacerbarán los impactos de las amenazas para la especie. Por ejemplo todas las amenazas se incrementan con las sequías prolongadas.